# Ливингстонови водопади
Ливингстонови водопади су катаракти у Африци. То је назив за 32 катаракта у доњем току реке Конго, између луке Матади и Киншасе, главног града афричке државе Источни Конго (бивши Заир).
Пад воде износи 267 метарана дужини од 350 км, протицај при средњем водостају је 39.000 m³/s;
Један је од највећих извора хидроенергије у свету, искоришћене изградњом хидроелектране „Инга I" (360 MW) и „Инга II" (1.280 MW), трећа је пројектована.
Водопади су названи по Дејвиду Ливингстону, шкотском лекару, мисионару и истраживачу Африке.